# Гравина (Рагуза)
Гравина је насеље у Италији у округу Рагуза, региону Сицилија.
Према процени из 2011. у насељу је живело 17 становника. Насеље се налази на надморској висини од 16 м.